# Philipp Eitzinger
Philipp Eitzinger (* 12. Juli 1990 in Neukirchen an der Vöckla, Oberösterreich) ist ein ehemaliger österreichischer Motorradrennfahrer.
Mit 11 Jahren gab Eitzinger sein Debüt in der österreichischen Minibike-Meisterschaft und holte sofort den Meistertitel. 2003 stieg er in die Klasse 125 der österreichischen Motorrad-Rennsportmeisterschaft auf und holte auch dort im ersten Jahr sofort dem Meistertitel. 2004 gab Eitzinger sein Debüt in der 125-cm³-Klasse der Internationalen Deutschen Motorradmeisterschaft auf Honda und wurde 14. in der Gesamtwertung. 2005 konnte er sich auf Platz acht und 2006 auf Platz sechs verbessern. Zudem ging er im Jahr 2006 in der Europameisterschaft an den Start. In der Klasse bis 125 cm³ konnte er sich den Titel auf Honda sichern. 2007 bestritt Eitzinger als Wildcard-Pilot bei den 125er-WM-Läufen in Katalonien und den Niederlanden seine ersten beiden Rennen in der Motorrad-Weltmeisterschaft.
Im November 2007 gab Eitzinger, im Alter von nur 17 Jahren, sein vorläufiges Karriereende bekannt.